# FCI 레바디아 탈린
FCI 레바디아 탈린(Football Club Infonet Levadia Tallinn)은 에스토니아의 축구 클럽으로 수도인 탈린을 연고지로 삼고 있다.
레바디아 탈린은 1998년에 FC 레바디아 마르두(FC Levadia Maardu)로 창단하였다. 창단 첫해인 1998년에 2부리그인 에스토니아 에실리가 우승을 하며 승격한 이래로 에스토니아 리그의 상위권을 유지해 왔다. 레바디아는 에스토니아 리그 5회 우승기록을 가지고 있다. 레바디아의 홈구장은 A. 레 코크 아레나로 15,000여석의 관중석을 가지고 있다.
레바디아 탈린은 유럽 대회에 자주 나갔지만 좋은 성적을 거두진 못하였다. UEFA 챔피언스리그는 2007-08시즌을 포함하여 네 번 진출하였는데, 최고성적은 2000-01시즌과 2007-08시즌의 예선2라운드이고, UEFA컵 역시 네번의 진출경험을 가지고 있고 최고성적은 2006-07시즌의 1회전 진출이다. 그리고 UEFA 인터토토컵에는 2002시즌에 단 한번 출전하여 2라운드까지 올라간 경험을 가지고 있다.

## 수상
- 에스토니아 메이스트릴리가 (1부리그)

우승 (11) : 1999, 2000, 2004, 2006, 2007, 2008, 2009, 2013, 2017, 2021, 2024
- 에스토니아 에실리가 (2부리그)

우승 (1) : 1998
- 에스토니아 컵

우승 (10) : 1998-99, 1999-2000, 2003-04, 2004-05, 2006-07, 2009–10, 2011–12, 2013–14, 2017–18, 2020–21
- 에스토니아 슈퍼컵

우승 (8) : 1999, 2000, 2001, 2010, 2013, 2015, 2018, 2022

## 선수 명단

### 현역
참고: FIFA 자격 규정에 따라 소속된 국가대표팀 국기를 표시합니다. 선수는 복수의 FIFA 비회원국 국적을 가지고 있을 수 있습니다.
| 번호 | 포지션 | 국적       | 이름                |
| ---- | ------ | ---------- | ------------------- |
| 3    | DF     | 나이지리아 | 빅토리 이보로       |
| 6    | MF     |            | 라스무스 페트손     |
| 14   | MF     | 가나       | 어니스트 아기리     |
| 15   | MF     | 슬로베니아 | 틸 마브레티치       |
| 18   | MF     |            | 알렉상드르          |
| 20   | FW     | 나이지리아 | 아마드 게로         |
| 24   | MF     |            | 알렉산드르 자카루카 |
| 30   | MF     |            | 브렌트 레피스투     |

| 번호 | 포지션 | 국적 | 이름           |
| ---- | ------ | ---- | -------------- |
| 99   | GK     |      | 칼 안드레 발너 |

## 역대 감독
| 감독        | 임기        |
| ----------- | ----------- |
| 마르틴 레임 | 2019 ~ 2020 |
| 쿠로 토레스 | 2022 ~      |